# Armășeni (Bunești-Averești), Vaslui
Armășeni este un sat în comuna Bunești-Averești din județul Vaslui, Moldova, România. Se află în partea de nord-est a județului, în Dealurile Fălciului.

## Obiective turistice
- Biserica de lemn din Armășeni - monument istoric datând din anul 1780; se află în cimitirul din centrul satului